# Josep Maria Comella i Fàbrega
Josep Maria Comella i Fàbrega (Barcelona, 1865 - 1938) fou compositor, organista i director d'orquestra català.

## Vida i Música
La seva formació musical va anar a càrrec a l'inici dels seus estudis musicals del seu pare i posteriorment, de l'organista Primitiu Pardàs i del mestre Gabriel Balart, de qui rebé classes de composició.
Fou organista de l'església de Santa Maria del Mar de Barcelona i de Santa Eulàlia de l'Hospitalet de Llobregat i molt sovint col·laborà com a organista amb el Palau de la Música Catalana.
Va estar molt vinculat en l'àmbit de la música coral catalana, sobretot amb l'Orfeó Català, on desenvolupà el càrrec de mestre auxiliar de cant de la secció masculina (1891). Juntament amb Amadeu Vives, Lluís Millet, Jacinto E. Tort, Enric Granados, Alfred García Faria i Andreu Artés formà part de la Comissió d'Ensenyança destinada a vetllar per la formació de cantors, fou nomenat sotsdirector- càrrec que ocupà des de 1895 fins al 1938-, tingué cura de la direcció del cor d'infants de la Secció Infantil des de 1895 i col·laborà amb freqüència com organista, mestre o organitzador. N'és un exemple la col·laboració que va fer pel concert de les noces d'argent de l'Orfeó.
Paral·lelament al temps que va estar a l'Orfeó, dirigí la societat coral La Paz y la Esperanza de Sant Andreu de Palomar, entitat coral claveriana integrada bàsicament per treballadors. Comella provocà una transformació en la societat coral La Paz y la Esperanza, canviant la tipologia de la cançó i l'enfocament de viure el cant, acostant-se més al estil que seguia l'Orfeó Català. Aquest fet provocà una divisió del grup de cantaires: els que anaven a favor de les propostes innovadores del mestre i els que estaven en desacord. La divisió fou tan profunda que el maig de 1899 es creà una assemblea en la que es decidí prescindir dels serveis del mestre. Immediatament, els cantaires que estaven a favor de Comella, abandonaren la coral i convocaren una reunió amb el mestre, on decidiren la creació d'una nova societat coral: l'Orfeó l'Eco de Catalunya - molt vinculat a la Unió Catalanista - on realitzà una important tasca al llarg de la seva vida com a fundador i director, des de la seva creació, el 17 de novembre de 1899 fins al 1935.
Comella deixà una petjada en la música coral catalana des dels seus inicis en l'Orfeó Català i en l'Eco de Catalunya fins dates posteriors a la seva mort. N'és evident pel fet que l'any 1997, cinquanta-nou anys després de la seva mort, es posà en funcionament el Taller de Música Josep Maria Comella, en honor del seu nom.

## Producció musical
Josep Maria Comella és autor de nombroses obres corals (originals i arranjaments de melodies tradicionals), harmonitzacions per a cor de cançons tradicionals i populars, com La ploma de perdiu i El mestre, de goigs, de música religiosa- ja pensada dins els cànons de la reforma religiosa- i d'obres per diverses combinacions vocals e instrumentals.
La seva música respon a postulats nacionalistes i està estretament arrelada al sostrat popular català. Comella sempre pensà les seves composicions tenint present les possibilitats tècniques dels seus intèrprets, que en el cas de la música coral pertanyien a grups aficionats.
Moltes de les seves composicions foren premiades en certàmens de prestigi com els organitzats per l'Obra Cançoner Popular de Catalunya.
De la seva obra en destaca la sarsuela escrita al 1896, La rata sàvia, les composicions publicades per Rafael Guardia: Càntic a Maria per a veus i orgue, Letrilla al Sagrado Corazón de Jesús per a orgue o harmònium i Records de Montserrat, i l'Eco Sagrat, considerat l'himne de l'Eco de Catalunya amb lletra del poeta del poble, Ignasi Iglésias, estrenada el 20 d'octubre de 1901.
La seva obra està en el domini públic en moltes parts del món. A l'estat espanyol entra en domini públic des de l'1 de gener de 2019.

## Obres
- Càntic a Maria, per a veu piano i orquestra
- Letrilla al Sagrado Corazón de Jesús, per a violí, orgue o harmònium
- El mestre, harmonització per a cor
- Montserrat, sardana
- La ploma de la perdiu, per a cor.
- Records de Montserrat, polca pasdoble
- Llassamí, vals.
- Rosa thé, masurca.
- Vainilla, schottisch.